# Schliersee (Gemeinde)

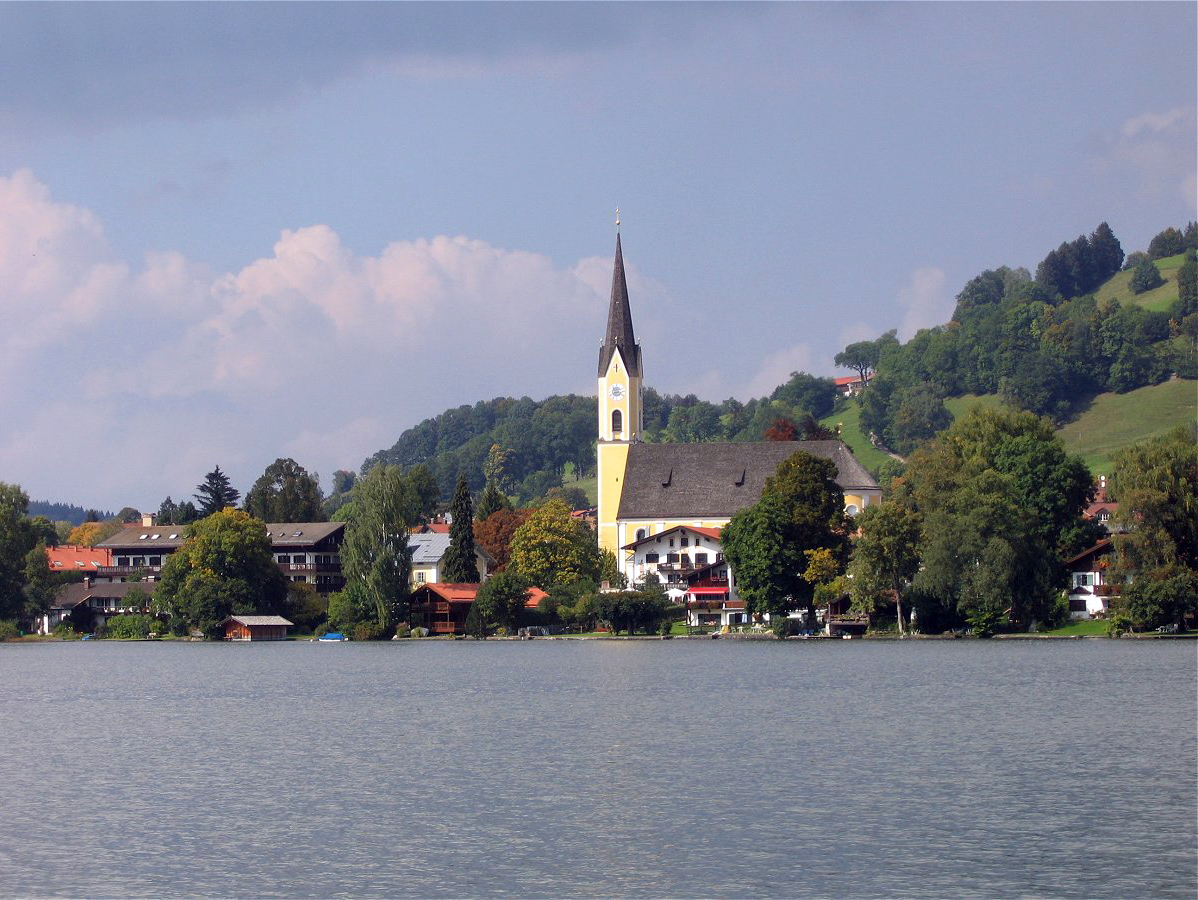
St. Sixtus

Schliersee ist ein Markt im oberbayerischen Landkreis Miesbach.

## Geographie

### Lage
Schliersee liegt mit seinem Hauptort am Nordostufer des gleichnamigen Sees; dieser Hauptort ist ein bekannter Urlaubsort in den bayerischen Alpen, mit langer Tradition im Tourismus – einer der Orte in Bayern, an denen im 19. Jahrhundert sowohl der sommerliche Berg- als auch der winterliche Skitourismus begannen. Vom Ort Schliersee bietet sich ein freier Blick auf die Berge Aiplspitz, Jägerkamp, Brecherspitz und Bodenschneid, die zum Mangfallgebirge gehören.
Der Markt Schliersee ist seit 1975 staatlich anerkannter Luftkurort.
Der südlich gelegene Gemeindeteil Spitzingsee liegt 1.090 Meter hoch und ist ein bekanntes Wintersport- und Bergwanderzentrum.
Nachbargemeinden sind im Westen Rottach-Egern, Tegernsee und Gmund am Tegernsee, im Norden Hausham, im Osten Fischbachau und Bayrischzell; im Süden grenzt der Markt Schliersee an die Tiroler Gemeinde Thiersee im Bezirk Kufstein.

### Gemeindegliederung
Es gibt 19 Gemeindeteile (in Klammern ist der Siedlungstyp angegeben):
- Abwinkl (Dorf)
- Attenberg (Dorf)
- Breitenbach (Dorf)
- Fischhausen (Kirchdorf)
- Grünboden (Einöde)
- Josefsthal (Dorf)
- Kalkgraben (Einöde)
- Krainsberg (Einöde)
- Kreit (Einöde)
- Müller in Mühle (Weiler)
- Neuhaus (Pfarrdorf)
- Oberleiten (Einöde)
- Pürstling (Einöde)
- Riß (Einöde)
- Schliersee (Hauptort)
- Schwaig (Einöde)
- Spitzingsee (Kirchdorf)
- Valepp (Weiler)
- Westenhofen

Der mit dem Hauptort zusammengewachsene ehemalige Weiler Urtlbach ist kein amtlicher Gemeindeteil.

### Naturraum und Geologie
Die naturräumliche Situation im Gemeindegebiet von Schliersee ist vielgestaltig und komplex. Sie reicht von der voralpinen Molassezone im Norden über die Flyschzone westlich und östlich des Hauptorts und der nördlichen Seehälfte bis zu den Kalkalpen im Süden. In dem von einem Gletscher der Würm-Kaltzeit ausgetieften nord-südlich verlaufenden Zungenbecken mit dem Schliersee liegen über den älteren Sedimenten Moränen oder eiszeitliche Schotter.
Die Gesteine der Molassezone im Norden der Gemeinde gehören der Unteren Brackwassermolasse und der Unteren Meeresmolasse aus dem Oligozän an. Zur ersteren zählen die Cyrenen-Schichten, die aus Mergeln und karbonatischen Sandsteinen bestehen und eingeschaltete Pechkohleflöze enthalten, die im benachbarten Hausham von 1860 bis 1966 abgebaut wurden.
Die Gesteine der Flyschzone bauen die meist bewaldeten Kuppen um die nördliche Seehälfte auf: Huberspitz, Rainer Berg, Auer Berg (Tristel-Formation), Gindelalmschneid, Aschberg, Krainsbergkogel, Schliersberg und Breitenberg (Kalkgraben-Formation). Auch die Seeschwelle mit der Insel Wörth ist aus Material der Kalkgraben-Formation aufgebaut. Die Kalkgraben-Formation hat als Typlokalität den ehemaligen Steinbruch Kalkgraben am Schatzelweg im Schlierseer Ortsteil Kalkgraben. Das Geotop heißt Typlokalität, weil es in charakteristischer Weise die Ausprägung der Gesteinsformation repräsentiert und die Formation deshalb nach ihm benannt ist. Es gehört zu den regional bedeutenden Geotopen und ist auch in der Liste der Geotope im Landkreis Miesbach verzeichnet.
Während die Flyschberge zumeist noch Mittelgebirgscharakter aufweisen, erfüllen die sich südlich anschließenden Schlierseer Berge (als Abschnitt des Mangfallgebirges in den Nördlichen Kalkalpen) bereits in vieler Hinsicht die Kriterien für Hochgebirge; vor allem reichen die Gipfel über die Baumgrenze hinaus. Es sind ganz verschiedene Formationen am Aufbau des Gebirges zwischen der Mitte des Schliersees und der Grenze zu Österreich im Süden beteiligt: von Norden kommend zunächst Formationen der Allgäudecke: v. a. Branderfleck-Formation, Ammergau-Formation, Ruhpolding-Formation, Kössen-Formation, Plattenkalk und – flächenmäßig ausgedehnt – der Hauptdolomit, der von einigen Autoren zur Lechtaldecke gerechnet wird.
Das Taferlmoos ist ein Hochmoor an der Gemeindegrenze zu Fischbachau.
Folgende Schutzgebiete berühren das Gemeindegebiet:
- Landschaftsschutzgebiet Schutz des Schliersees und seiner Umgebung (LSG-00052.01)
- Landschaftsschutzgebiet LSG „Rotwand“ (LSG-00402.01)
- Landschaftsschutzgebiet Schutz des Spitzingsees und seiner Umgebung (LSG-00060.01)
- Fauna-Flora-Habitat-Gebiet Mangfallgebirge (8336-371)
- Vogelschutzgebiet (Vogelschutzrichtlinie der EU) Mangfallgebirge (8336-471)

## Geschichte
In einer Urkunde des Hochstifts Freising vom 21. Januar 779 wird bestätigt, dass fünf Brüder am „Slyrse“ eine klösterliche Zelle samt einer kleinen vom Bischof Arbeo geweihten Kirche gegründet haben. Dieses Kloster lag auf dem Kirchbichl nördlich der heutigen Gemeinde. Während der Ungarneinfälle im 10. Jahrhundert wurde es vermutlich vernichtet, von Bischof Otto von Freising aber im Jahre 1141 am Ort der heutigen Kirche St. Sixtus in Schliersee neu gegründet und um 1260 in ein Kollegiatstift umgewandelt. Die Kanoniker wohnten auf kleinen Höfen, die um die Kirche lagen und mit denen sie ihren Lebensunterhalt sicherten. 1493/95 wurde das Stift gegen den Widerstand der Kanoniker an die Frauenkirche nach München verlegt und dort 1803 durch die Säkularisation aufgehoben.
Als weltliche Macht bildete sich ab dem 12. Jahrhundert die Grafschaft Hohenwaldeck heraus. In diese Zeit fällt auch die Bedeutung der Burg Hohenwaldeck oberhalb des Schliersees. Im 15. Jahrhundert konnte dem Bistum Freising die Oberherrschaft über das Gebiet abgerungen und 1454 die Reichsunmittelbarkeit erreicht werden. Hauptort der Grafschaft war allerdings Miesbach mit Schloss Wallenburg. Aber bereits 1483 erlosch das Geschlecht der Grafen von Waldeck. Nach Erbstreitigkeiten erwarb schließlich Wolfgang von Maxlrain 1516 das Gebiet. Die Herrschaft der Maxlrainer über Schliersee hielt bis 1734 an. Danach fiel die Grafschaft und mit ihr das Gebiet um Schliersee an das Kurfürstentum Bayern. Allmählich schwanden auch die Vorrechte der Grundherrschaften Kirche, Frauenstift München sowie der Maxlrainer. Die Bewohner konnten Grund und Boden erwerben oder verkaufen, neue Häuser wurden gebaut, die Bevölkerungsstruktur wandelte sich, und es bildete sich nach und nach ein Gemeinwesen.

### Ab der Gemeindegründung
Im Zuge der Umsetzung der bayerischen Verfassung von 1808 durch das erste Gemeindeedikt wurde Schliersee in diesem Jahr selbständige Landgemeinde. 1919 wurde Schliersee zum Markt erhoben.

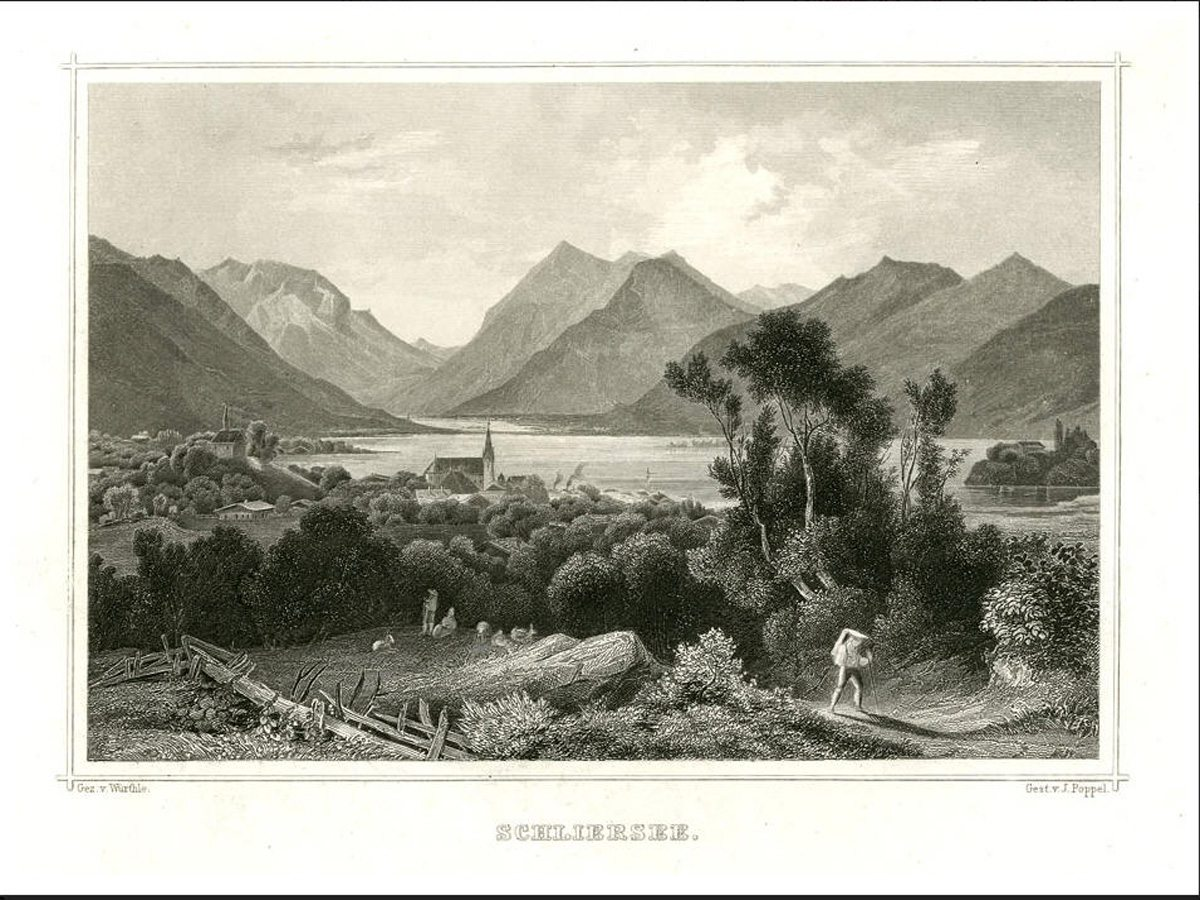
Schliersee um 1880, vom Kirchbichl aus

Auch Ansätze von Industrie gab es in der Gemeinde Schliersee. Von 1867 bis 1914 produzierte in Breitenbach eine Glashütte.
Im zweiten Drittel des 19. Jahrhunderts entdeckten Münchner Künstler den stillen und romantischen Schliersee, und es verbreitete sich der Ruf Schliersees als idyllischer Urlaubsort. Am 1. August 1869 bekam Schliersee Eisenbahnanschluss nach München, was zu einem Aufschwung des Fremdenverkehrs führte. Es wurden Wanderwege angelegt, Badeanstalten errichtet, neue Gaststätten und Hotels entstanden, Freizeitanlagen wurden gebaut. 1888 entstand der örtliche Trachtenverein und 1892 das Schlierseer Bauerntheater als erstes bayerisches Bauerntheater.
Ende der 1880er Jahre brachten Münchner das neue Wintervergnügen des Skilaufens in die Schlierseer Berge. Um die Wende zum 20. Jahrhundert entwickelte sich der bayerische Wintersport mit Schliersee als Vorreiter. 1902 wurde der erste offizielle Langlauf durchs Dorf organisiert, vier Jahre später entstand der örtliche Skiclub. Ebenfalls 1906 fand die erste „Bayrische Ski-Meisterschaft“ mit einer Distanz von 25 km im „Dauerlauf auf Skiern“ im Gebiet um Schliersee statt. In Schliersee schlug auch die Geburtsstunde des Bergrettungsdienstes beim Roten Kreuz: Eine Gruppe von Skifahrern gründete dort 1911 die „Erste deutsche skifahrende freiwillige Sanitätskolonne“.
Im 20. Jahrhundert wählten zahlreiche Prominente Schliersee als Haupt- oder Zweitwohnsitz. Insbesondere in den 1930er-Jahren wurde die Gemeinde, wie auch das gesamte Schlierseer Tal ein Teil des als „Bonzenregion“ bezeichneten benachbarten Tegernsees. Zur Jahreswende 1937/38 wurde in Schliersee die SA-Gruppenschule eingerichtet, die gegen Kriegsende zum Ausweichquartier der Obersten SA-Führung wurde. Während des Zweiten Weltkriegs dienten die Hotels und Pensionen zur Unterbringung verwundeter Soldaten und aus den Großstädten ausquartierter Mütter mit Kindern.

### Einwohnerentwicklung
Zwischen 1988 und 2018 wuchs der Markt von 6191 auf 6941 Einwohner bzw. um 12,1 Prozent.

## Politik

### Gemeinderat
Die vergangenen Kommunalwahlen führten zu den folgenden Sitzverteilungen im Marktgemeinderat:
| Partei/Liste          | 2014 | 2020 |
| --------------------- | ---- | ---- |
| CSU                   | 7    | 8    |
| Die Schlierseer       | 5    | 5    |
| GRÜNE                 | 3    | 4    |
| Freie Wähler im Markt | 3    | 2    |
| SPD                   | 2    | 1    |
| Gesamt                | 20   | 20   |

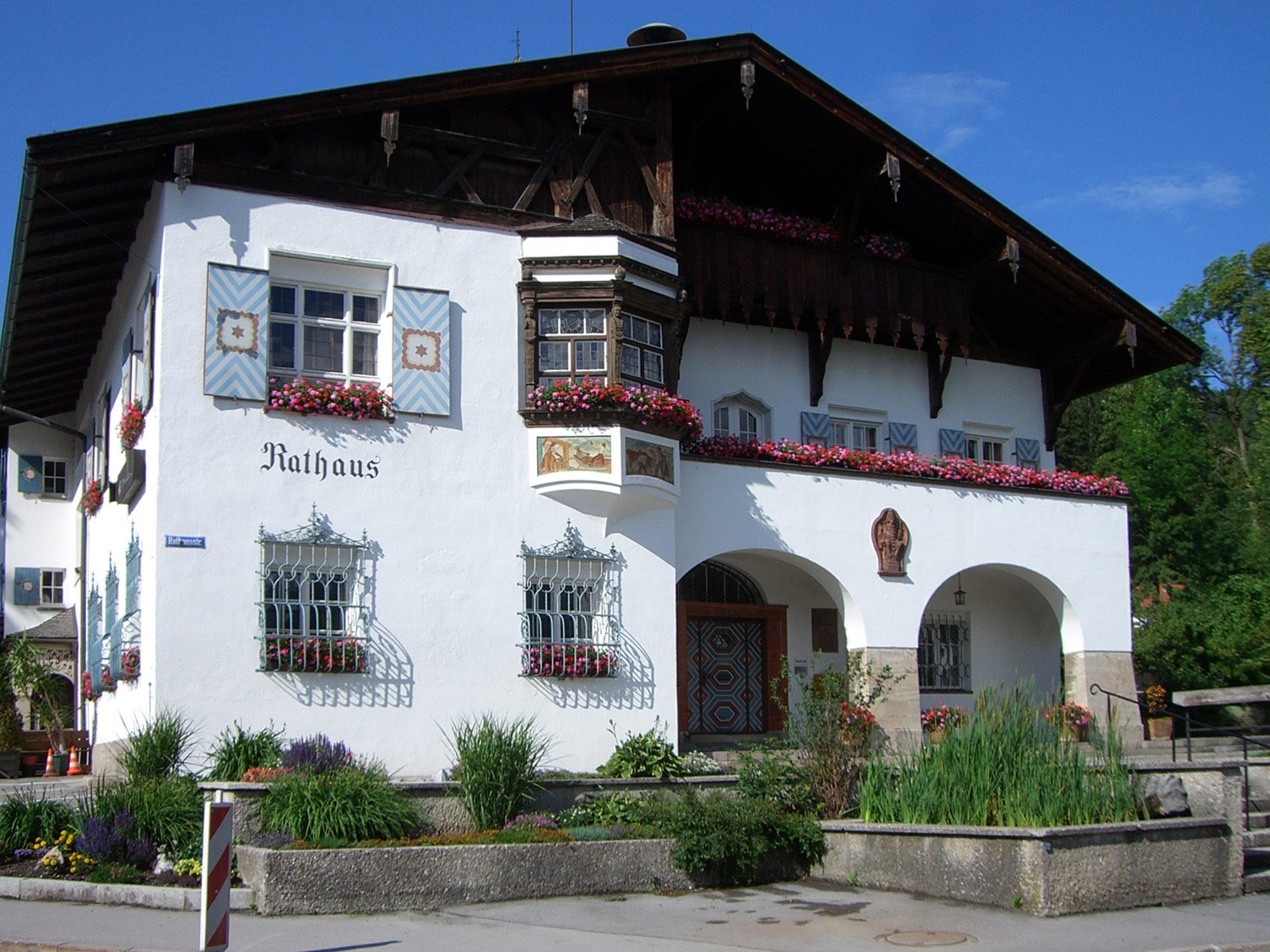
Das Schlierseer Rathaus

Daneben gehört dem Gemeinderat auch der Erste Bürgermeister an.

### Gemeindepartnerschaften
- Partnergemeinde ist das italienische Barberino Val d’Elsa in der Toskana.

### Wappen
Nach der Erhebung Schliersees zum Markt im Jahre 1919 bewarb sich der Markt um die Genehmigung zur Führung der Ortsfarben Kornblumenblau/Goldgelb. Das stieß jedoch auf Schwierigkeiten, da nach Stellungnahme des Bayerischen Hauptstaatsarchivs die Hauptfarben des Schlierseer Wappens Blau/Weiß und nicht Kornblumenblau/Goldgelb sind.
Daraufhin beauftragte der Markt Prof. Otto Hupp, das Wappen zu überarbeiten und in den Wappenfarben so zu gestalten, dass die Führung der gewünschten Flaggenfarben möglich sei. Am 24. August 1926 genehmigte der Marktgemeinderat das neue Wappen.
| | Blasonierung: „Im blauen Feld auf einem Faldistorium sitzend der hl. Papst und Märtyrer Sixtus II. im goldenen Pluviale und mit der Tiara auf dem Haupt, erhebt die Rechte zum Segen und hält in der Linken das gesenkte Schwert.“ |
| Dieses neue Gemeindewappen und die Ortsfarben „Kornblumenblau/Goldgelb“ wurden mit Entschließung des Bayerischen Staatsministeriums des Innern vom 27. November 1926 genehmigt. | |

## Kultur und Sehenswürdigkeiten

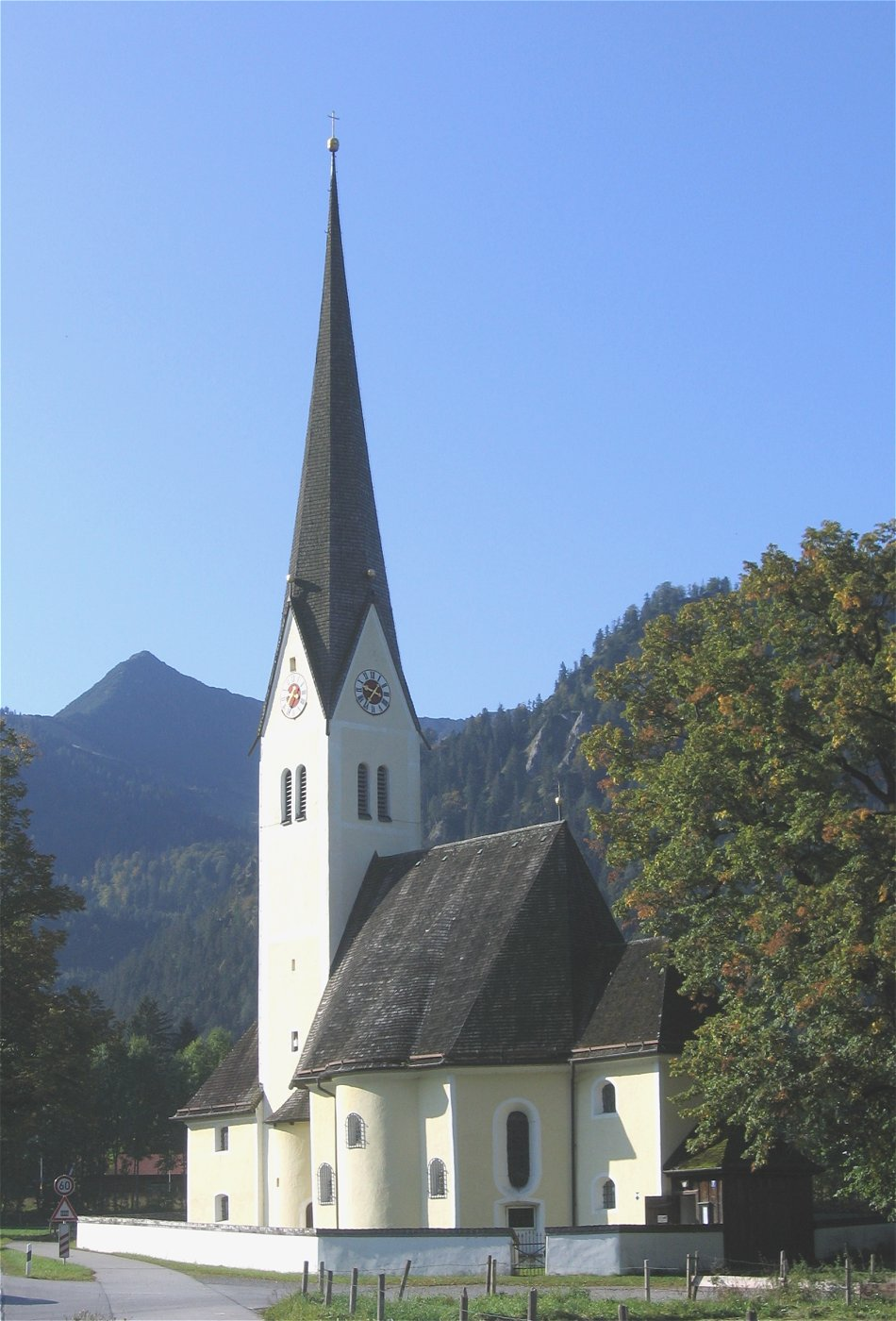
St. Leonhard in Fischhausen

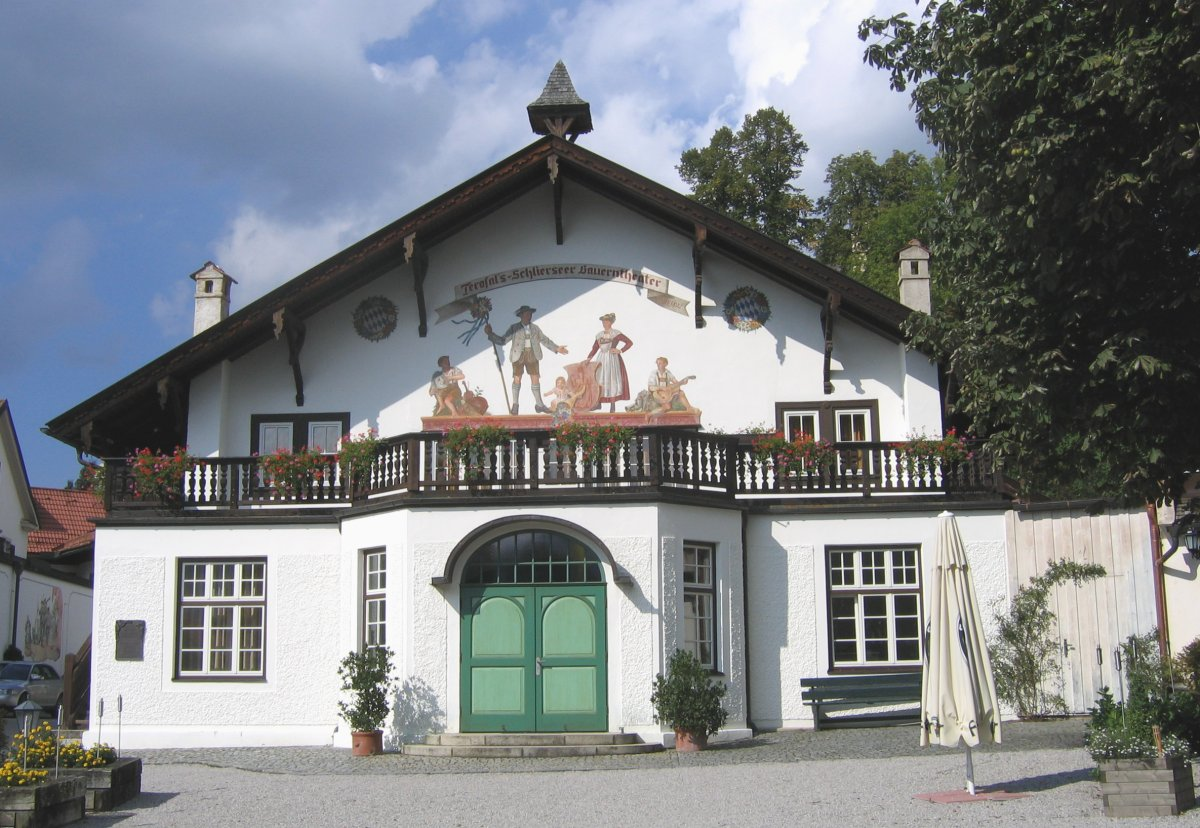
Schlierseer Bauerntheater

### Theater
Das Schlierseer Bauerntheater (gegründet 1892) ist das älteste Theater dieser Art.

### Museen
Im Schlierseer Heimatmuseum ist in einem der ältesten Häuser des Ortes (erbaut um 1450) das bäuerliche Leben und Arbeiten der letzten 500 Jahre dargestellt. Neben den Wohn- und Schlafräumen sind im Museum eine offene Rauchkuchel, ein Richtersaal und ein Gefängnis zu sehen. Die Sammlung umfasst Möbel und Gebrauchsgegenstände sowie eine Sammlung von Glaserzeugnissen aus der Glashütte Schliersee.
In Neuhaus liegt das Markus Wasmeier Bauernhof- und Wintersportmuseum.

### Kirchen und Kapellen
Auf dem Weinberghügel steht die gotische Kapelle St. Georg aus dem 14. Jahrhundert mit einem barocken Hochaltar von 1624. An der Nordwand stehen die Figuren des hl. Sixtus und der hl. Barbara. An der Außenfassade befindet sich eine Gedenktafel für die deutschen Gefallenen der Kämpfe am Annaberg 1921. Vom Weinberg aus hat man auch einen schönen Blick auf den Ort und den See. Am nördlichen Ortseingang befindet sich die Barockkirche St. Martin mit dem Jennerwein-Grab. Schließlich befindet sich im Ortszentrum die 1712 bis 1715 erbaute Pfarrkirche St. Sixtus mit Werken von Jan Polak, Erasmus Grasser und Johann Baptist Zimmermann.

### Regelmäßige Veranstaltungen
- Skifasching auf der Firstalm (Faschingssonntag)
- Alpen-Triathlon (Juni/Juli)
- Schlierseer Seefest (Juli/August)
- Alt-Schlierseer Kirchtag (August)
- Bergseefest am Spitzingsee (August)
- Leonhardifahrt (November)
- Schlierseer-Advent mit bayerischer Adventsmusik und Hirtenspiel (1. und 2. Advent-Samstag)

### Freizeit
Seit Ende 2008 existiert am Seeufer die vitalwelt Schliersee. In dem ehemaligen Kurzentrum befindet sich heute neben der Tourist-Info, dem Restaurant „Charivari“ und einem Fitnessstudio das monte mare mit Hallenbad, Sauna- und Wellnessbereich.

### Film
Im September 2007 wurde in Schliersee der Joseph-Vilsmaier-Film Die Geschichte vom Brandner Kaspar mit Franz Xaver Kroetz als Brandner Kaspar und Michael Bully Herbig als Boandlkramer gedreht. Der Film kam im Oktober 2008 in die Kinos.

## Wirtschaft
Der äußere Eindruck von Schliersee und seiner Teilorte wird neben den (vielfach umgenutzten) Bauernhäusern und Wohngebäuden bestimmt von Gebäuden und Einrichtungen, die dem Tourismus dienen (Häuser zur Unterbringung und Verpflegung von Gästen, Kur- und Freizeitanlagen, Dienstleistungen wie Boots-, Ski- und Fahrradverleih u. v. a.), und auch alltägliche Dienstleistungsbranchen wie Einzelhandel, Bäckereien u. ä. sowie die Verkehrsinfrastruktur sind erkennbar auf den Tourismus ausgerichtet.
Die Zahl der sozialversicherungspflichtig Beschäftigten hat von 2014 bis 2019 kontinuierlich zugenommen, von 1590 auf 1754 (bei dieser Statistik werden Beschäftigte in der Landwirtschaft in der Regel nicht erfasst). Von den 1754 sozialversicherungspflichtig Beschäftigten im Jahr 2019 arbeiteten 688 (39,2 %) in Handel, Verkehr und Gastgewerbe, 517 (29,5 %) für öffentliche und private Dienstleister und 204 (11,6 %) für Unternehmensdienstleister, die übrigen für Betriebe des Produzierenden Gewerbes und der Bauwirtschaft.
Als besonderer Betrieb des Verarbeitenden Gewerbes ist in der Gemeinde die Slyrs Bavarian Malt Whisky-Destillerie beheimatet.

### Landwirtschaft
Die Landnutzung im Gemeindegebiet von Schliersee wird vor allem bestimmt von der Wiesen- und Weidewirtschaft und von der Forstwirtschaft. Gemäß der amtlichen Flächenerhebung waren 2019 83 % der gesamten Bodenfläche land- oder forstwirtschaftlich genutzt (64,7 % Wald und 18,3 % Landwirtschaft, letztere ausschließlich für Dauergrünland). Weitere Ergebnisse der Agrarstatistik zeigen die Dominanz der Rinderhaltung innerhalb der Landwirtschaft: 2016 wurden 776 Rinder gezählt (darunter 278 Milchkühe) und nur 6 Schweine, 43 Schafe, 53 Pferde und 100 Hühner.
Von großer Bedeutung ist – als Teilbereich der Grünlandwirtschaft – die extensive Almwirtschaft, die in ökologisch angepasster Weise saisonal die Potenziale der Höhenregionen für die Viehzucht nutzt. Das Almverzeichnis des Almwirtschaftlichen Vereins Oberbayern listet für 2021 für die Gemeinde Schliersee 28 Almen auf. Die Almen prägen ganz wesentlich die Kulturlandschaft der Berggebiete. Auf den Almen werden vor allem Jungtiere gehalten, die nicht gemolken werden müssen; daher auch der vergleichsweise geringe Anteil der Milchkühe an den Rindern insgesamt in der Gemeinde.

## Verkehr
Der Hauptort Schliersee befindet sich an der B 307 rund 7 km südlich von Miesbach, 17 km von der Bundesautobahn 8 (Ausfahrt Weyarn), 32 km von Rosenheim sowie 53 km von der Landeshauptstadt München entfernt. Die B 307 kommt aus Miesbach und verläuft als Hauptverkehrsstraße durch Schlierach-, Dürnbach- und Aurachtal nach Bayrischzell mitten durch die Schlierseer Teilorte Westenhofen, Schliersee, Fischhausen und Neuhaus.
Der Bahnhof Schliersee liegt an der Bahnstrecke Holzkirchen–Schliersee und der Bahnstrecke Schliersee–Bayrischzell und wird im Stundentakt von der Bayerischen Oberlandbahn bedient. Die Züge fahren von München über Holzkirchen nach Bayrischzell und halten am Bahnhof Schliersee (Kopfbahnhof) sowie in Fischhausen-Neuhaus. Zu Stoßzeiten fährt die Oberlandbahn zwischen München und Schliersee alle 30 Minuten (Pendler- und Ausflugsverkehr).
Regelmäßig verkehrende Linienbusse von DB Oberbayernbus fahren in Richtung:
- Spitzingsee
- über Hausham und Gmund am Tegernsee nach Tegernsee (Stadt)
- nach Bayrischzell und
- über Miesbach nach Holzkirchen.

Schliersee liegt am Bodensee-Königssee-Radweg, welcher in Lindau beginnt und zum Königssee bei Berchtesgaden führt.

## Persönlichkeiten

### Söhne und Töchter der Gemeinde
- Peter Bauer (* 1967), Snowboarder, Europa- und Weltmeister
- Minna Blüml (* 1920), Rennrodlerin
- Charlotte Dietrich (1935–2017), Künstlerin
- Karl Diez (1882–1964), Politiker, Mitglied des Hessischen Landtags
- Josef Fürst (1863–1940), Buchdrucker, Zeitungsverleger und Gastwirt
- Theodor Hummel (1864–1939), Maler
- Sixtus Lampl (* 1941), Kunsthistoriker, Musikwissenschaftler und Publizist
- Peter Loew (1931–2012), Maler
- Rolf Singer (1906–1994), deutsch-US-amerikanischer Mykologe und Hochschulprofessor
- Markus Wasmeier (* 1963), Skisportler. Er wurde 1985 Weltmeister im Riesenslalom in Bormio (Italien), 1994 war er zweifacher Olympiasieger in Lillehammer (Norwegen) im Super-G und Riesenslalom
- Helmut Weber (* 1950), Eisspeedwayfahrer und Team-Weltmeister

### Weitere Persönlichkeiten
- Josef Achmann (1885–1958), Maler, lebte von 1940 bis zu seinem Tod in Schliersee.
- Michael Ande (* 1944), Schauspieler, lebt in Schliersee.
- Hans R. Beierlein (1929–2022), Musikmanager, lebte in Schliersee.
- Gustav Berauer (1912–1986), Weltmeister Ski nordisch 1939, starb in Schliersee.
- Werner Bochmann (1900–1993), Komponist, lebte über 50 Jahre bis zu seinem Tod in Schliersee.
- Ludwig Bruch (1857–1943), deutscher Konteradmiral, lebte bis zu seinem Tod in Schliersee.
- Christine Eixenberger (* 1987), Kabarettistin, wuchs in Schliersee auf.
- Friedrich Erdmannsdorffer (1880–1962), Dichter, lebte in Schliersee.
- Hans Frank (1900–1946), nationalsozialistischer Politiker und verurteilter Kriegsverbrecher, lebte ab 1936 in Neuhaus am Schliersee.
- Wilhelm Grimm (1889–1944), Reichsleiter der NSDAP.
- Karl Haider (1846–1912), bayerischer Landschafts- und Porträtmaler, lebte von 1896 bis zu seinem Tod in Schliersee.
- Vanessa Hinz (* 1992), Biathletin, wuchs in Schliersee auf und startet für den SC Schliersee.
- Georg Jennerwein (1852–1877), legendärer Wildschütz, beerdigt in Schliersee-Westenhofen.
- Birgit Lutz (* 1974), Schriftstellerin, Polarexpeditionsmitglied und Abenteuerreisende, lebt in Schliersee.
- Hanns Oberlindober (1896–1949), Funktionär der SA und NSDAP, Leiter der NS-Kriegsopferversorgung.
- Anton von Perfall (1853–1912), Jagdschriftsteller, lebte in Schliersee. Viele seiner Erzählungen spielen sich in der Umgebung Schliersees ab.
- Gerhard Polt (* 1942), bayerischer Kabarettist, lebt in Schliersee.
- Peter Schlickenrieder (* 1979), Skilangläufer, Silbermedaillengewinner Olympia 2002 in Salt Lake City, 5-facher Deutscher Meister, lebt in Schliersee
- Bernd Scholz (1911–1969), Komponist, lebte in Schliersee.
- Albert Singer (1869–1922), deutscher Tier-, Jagd- und Landschaftsmaler. Lebte und wirkte in Schliersee.
- Xaver Terofal (1862–1940), Schauspieler, Gründer des Schlierseer Bauerntheaters.
- Timm Tzschaschel (* 1942), Dirigent, Pianist und Komponist, lebt in Schliersee.
- Wolfgang Vogel (1925–2008), Rechtsanwalt und Unterhändler der DDR im so genannten Häftlingsfreikauf. Lebte nach der Wende bis zu seinem Tod in Schliersee.
- Georg Vogelsang (1883–1952), Volksschauspieler, starb in Schliersee